# Himalcoelotes gyirongensis
Himalcoelotes gyirongensis is een spinnensoort uit de familie nachtkaardespinnen (Amaurobiidae). De soort komt voor in China en Nepal.